# Gracie Gold
Grace Elizabeth Gold, znana jako Gracie Gold (ur. 17 sierpnia 1995 w Newton) – amerykańska łyżwiarka figurowa, startująca w konkurencji solistek. Brązowa medalistka olimpijska z Soczi (2014, drużynowo), uczestniczka mistrzostw świata i czterech kontynentów, medalistka zawodów z cyklu Grand Prix i Challenger Series, wicemistrzyni świata juniorów (2012) oraz dwukrotna mistrzyni Stanów Zjednoczonych (2014, 2016).
Ma siostrę bliźniaczkę Carly, która również uprawiała łyżwiarstwo figurowe.

## Osiągnięcia
| Zawody                                | 09–10          | 10–11          | 11–12          | 12–13          | 13–14          | 14–15          | 15–16          | 16–17          | 17–18          | 18–19          | 19–20          | 20–21          | 21–22          | 22–23          |                |                |                |
| Międzynarodowe                        | Międzynarodowe | Międzynarodowe | Międzynarodowe | Międzynarodowe | Międzynarodowe | Międzynarodowe | Międzynarodowe | Międzynarodowe | Międzynarodowe | Międzynarodowe | Międzynarodowe | Międzynarodowe | Międzynarodowe | Międzynarodowe | Międzynarodowe | Międzynarodowe | Międzynarodowe |
| ------------------------------------- | -------------- | -------------- | -------------- | -------------- | -------------- | -------------- | -------------- | -------------- | -------------- | -------------- | -------------- | -------------- | -------------- | -------------- | -------------- | -------------- | -------------- |
| Zimowe igrzyska olimpijskie           |                |                |                |                | 4              |                |                |                |                |                |                |                |                |                |                |                |                |
| Mistrzostwa świata                    |                |                |                | 6              | 5              | 4              | 4              |                |                |                |                |                |                |                |                |                |                |
| Mistrzostwa czterech kontynentów      |                |                |                | 6              |                | 4              | 5              |                |                |                |                |                |                |                |                |                |                |
| GP Finał Grand Prix                   |                |                |                |                |                | WD             | 5              |                |                |                |                |                |                |                |                |                |                |
| GP Cup of China                       |                |                |                |                |                |                |                |                | WD             |                |                |                |                |                |                |                |                |
| GP Trophée de France                  |                |                |                |                |                |                | 1              | 8              | WD             |                |                |                |                |                |                |                |                |
| GP NHK Trophy                         |                |                |                |                | 4              | 1              |                |                |                |                |                |                |                |                |                |                |                |
| GP Rostelecom Cup                     |                |                |                | 2              |                |                |                |                |                | WD             |                |                |                |                |                |                |                |
| GP Skate America                      |                |                |                |                |                | 3              | 2              | 5              |                |                |                | 12             |                | 6              |                |                |                |
| GP Skate Canada International         |                |                |                | 7              | 3              |                |                |                |                |                |                |                |                |                |                |                |                |
| CS Golden Spin of Zagreb              |                |                |                |                |                |                |                | 6              |                |                |                |                |                |                |                |                |                |
| CS Nebelhorn Trophy                   |                |                |                |                |                | 3              |                |                |                |                |                |                |                | 12             |                |                |                |
| U.S. International Classic            |                |                |                | 2              | 2              |                |                |                |                |                |                |                |                |                |                |                |                |
| Międzynarodowe: Kategorie młodzieżowe |                |                |                |                |                |                |                |                |                |                |                |                |                |                |                |                |                |
| Mistrzostwa świata juniorów           |                |                | 2              |                |                |                |                |                |                |                |                |                |                |                |                |                |                |
| JGP w Estonii                         |                |                | 1              |                |                |                |                |                |                |                |                |                |                |                |                |                |                |
| Krajowe                               |                |                |                |                |                |                |                |                |                |                |                |                |                |                |                |                |                |
| Mistrzostwa Stanów Zjednoczonych      | 4 N            |                | 1 J            | 2              | 1              | 2              | 1              | 6              | WD             | WD             | 12             | 13             | 10             | 8              |                |                |                |
| Zawody drużynowe                      |                |                |                |                |                |                |                |                |                |                |                |                |                |                |                |                |                |
| Zimowe igrzyska olimpijskie           |                |                |                |                | 3 T 2 P        |                |                |                |                |                |                |                |                |                |                |                |                |
| World Team Trophy                     |                |                | 2 T 5 P        | 1 T 3 P        |                | 1 T 3 P        |                |                |                |                |                |                |                |                |                |                |                |
| Team Challenge Cup                    |                |                |                |                |                |                | 1 T 4 P        |                |                |                |                |                |                |                |                |                |                |
| Japan Trophy                          |                |                |                |                |                |                | 2 T 6 P        | 3 T 6 P        | WD             |                |                |                |                |                |                |                |                |